# رقابت بی‌رحمانه
رقابت بی‌رحمانه (انگلیسی: Red in Tooth and Claw) ششمین آلبوم استودیویی گروه موسیقی نروژی مدر مورتم است که در ۲۸ اکتبر ۲۰۱۶ منتشر شد.

## فهرست آهنگ‌ها
| شماره | نام                            | مدت  |
| ----- | ------------------------------ | ---- |
| ۱.    | «خون بر شن»                    | ۵:۲۲ |
| ۲.    | «اگر می‌توانستم»                | ۵:۱۶ |
| ۳.    | «فصل آیش»                      | ۴:۱۲ |
| ۴.    | «تله‌ها»                        | ۵:۲۱ |
| ۵.    | «تمام بزرگان مرده‌اند»          | ۵:۱۲ |
| ۶.    | «بازگشت به پایان جهان»         | ۵:۵۷ |
| ۷.    | «انگل‌ها»                       | ۳:۱۳ |
| ۸.    | «سنگ برای چشم»                 | ۴:۲۴ |
| ۹.    | «بدنی که قلبت به آن تعلق دارد» | ۴:۳۱ |
| ۱۰.   | «بازنده‌ها»                     | ۷:۳۱ |